# Museum Jan Vaerten
Het Museum Jan Vaerten is een museum in de Antwerpse plaats Beerse, gewijd aan de kunstenaar Jan Vaerten en gelegen aan Peerdekensstraat 8.
Het museum werd in 1988 geopend. Het bezit een 150-tal werken van de kunstenaar. Deze kunstenaar wordt gerekend tot de stroming van het symbolisme.